# Siete mesas de billar francés
Siete mesas de billar francés è un film del 2007 diretto da Gracia Querejeta.